# Tripoli

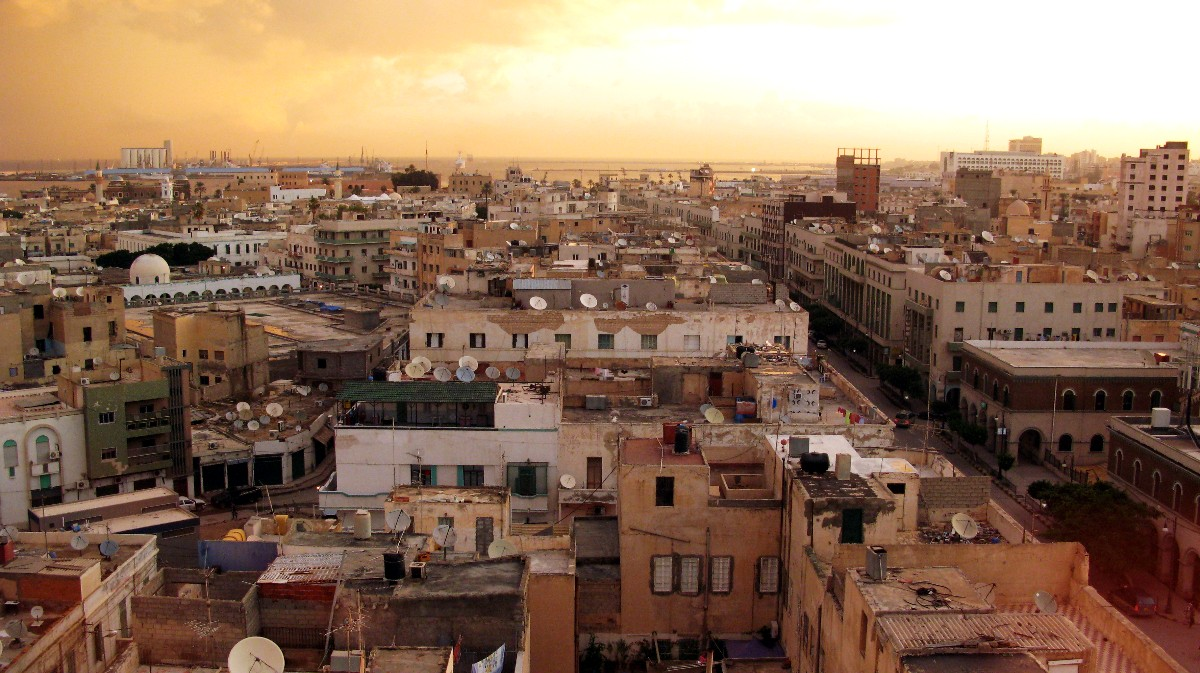
Tripoli

Tripoli este capitala Libiei, situată în Sirta Mică, un golf al Mării Mediterane de pe țărmul Africii.

## Istorie
Nu se cunoaște data exactă la care a apărut așezarea pe locul căreia se ridică orașul Tripoli contemporan. Se știe numai că fenicienii (un neam de negustori) au întemeiat, în perioada 1000 î.Hr. - 800 î.Hr., pe țărmurile sudice ale Mării Mediterane, numeroase orașe care le-au servit drept loc de popas în lungile lor călătorii în scopuri comerciale.
Cele mai importante trei orașe au fost denumite de romani Oea, Leptis Magna și Sabratha. În anul 450, Oea a fost cucerit de vandali. În anul 533, Iustinian I, împăratul Bizanțului, l-a trimis în nordul Africii pe generalul Belizarie. Acesta a supus Oea și i-a dat numelele de Tripoli (în greacă  "trei orașe"), cu gândul la cele trei așezări din regiune.
Arabii, tunisienii, berberii, aghlabizii, fatimizii și normanzii s-au succedat unii altora, până când, la Tripoli, au poposit, pentru multe secole, almohazii. Puternicul lor stat musulman a cuprins întregul nord al Africii și sudul Spaniei. Pe lângă mauri, turcii au avut și ei o influență covârșitoare asupra dezvoltării orașului Tripoli. Din acest motiv, metropola este în prezent una dintre cele mai „orientale” din nordul Africii.
La sfârșitul secolului al XIX-lea, italienii au început colonizarea sistematică a Libiei. După cel de-al Doilea Război Mondial, întreaga țară, împreună cu Tripoli, a intrat sub stăpânire britanică. După revoluția din 1969, condusă de Muammaar al-Gaddafi, Tripoli a devenit capitala Marii Jamahirii Arabe Libiene. Orașul a cunoscut momente grele în anul 1986, când s-a dovedit că nici rezoluțiile ONU, nici presiunile Comunității Europene și ale Statelor Unite nu sunt capabile să-l determine pe al-Gaddafi să nu mai sprijine grupurile teroriste internaționale antiisraeliene și antiamericane. În aprilie 1986 forțele aeriene americane au trecut la bombardarea orașelor Tripoli și Benghazi. Bombardamentele au distrus numeroase clădiri, iar 37 de persoane și-au pierdut viața.

## Monumente
- Biserica Sfânta Inimă a lui Isus, transformată în moschee în anul 1970.

## Climă
Clima este mediteraneană cu temperaturi medii multianuale: +12,5 °C în luna ianuarie și +25,5 °C în luna iulie.

## Orașe înfrățite
- Madrid, Spania
- Alger (oraș), Algeria
- Beirut, Liban
- Sarajevo, Bosnia și Herțegovina din  1976
- Izmir, Turcia
- Belo Horizonte, Brazilia din  2003

## Personalități născute aici
- Rossana Podestà (1934 - 2013), actriță italiană;
- Claudio Gentile (n. 1953), fotbalist italian;
- Don Coscarelli (n. 1954), actor american;
- Saif al-Islam Gaddafi (n. 1972), om politic;
- Al-Saadi Gaddafi (n. 1973), fotbalist